# XM7
O XM7, anteriormente conhecido como XM5, é a variante do Exército Americano do SIG MCX Spear, um fuzil de assalto 6,8×51mm, operado a gás e alimentado por carregador projetado pela SIG Sauer para o Next Generation Squad Weapon Program (Armamento do Grupo de Combate de Nova Geração) em 2022 para substituir a carabina M4. O XM7 possui um guarda-mão M-LOK reforçado de flutuação livre para fixação direta de acessórios nos pontos de montagem de "espaço negativo" (ranhura oca).

## História
Em janeiro de 2019, o Exército dos Estados Unidos iniciou o Programa de Armamento do Grupo de Combate de Nova Geração para encontrar substitutos para a carabina M4 e a metralhadora leve M249. Em setembro de 2019, a SIG Sauer apresentou seus projetos. O XM7 foi projetado para disparar o cartucho 6,8×51mm SIG Fury em resposta a preocupações de que melhorias na blindagem diminuiriam a eficácia de munições comuns no campo de batalha, como o 5,56×45mm NATO (usado na M4 e na M249) e o 7,62×51mm NATO. O Army Times descreve isso como um "cartucho de calibre intermediário de 6,8 mm". A balística do .277 Fury indica que é provável que seja um cartucho de alta energia, pois tem maior pressão na câmara, velocidade e energia no alvo do que o 7,62×51mm NATO.

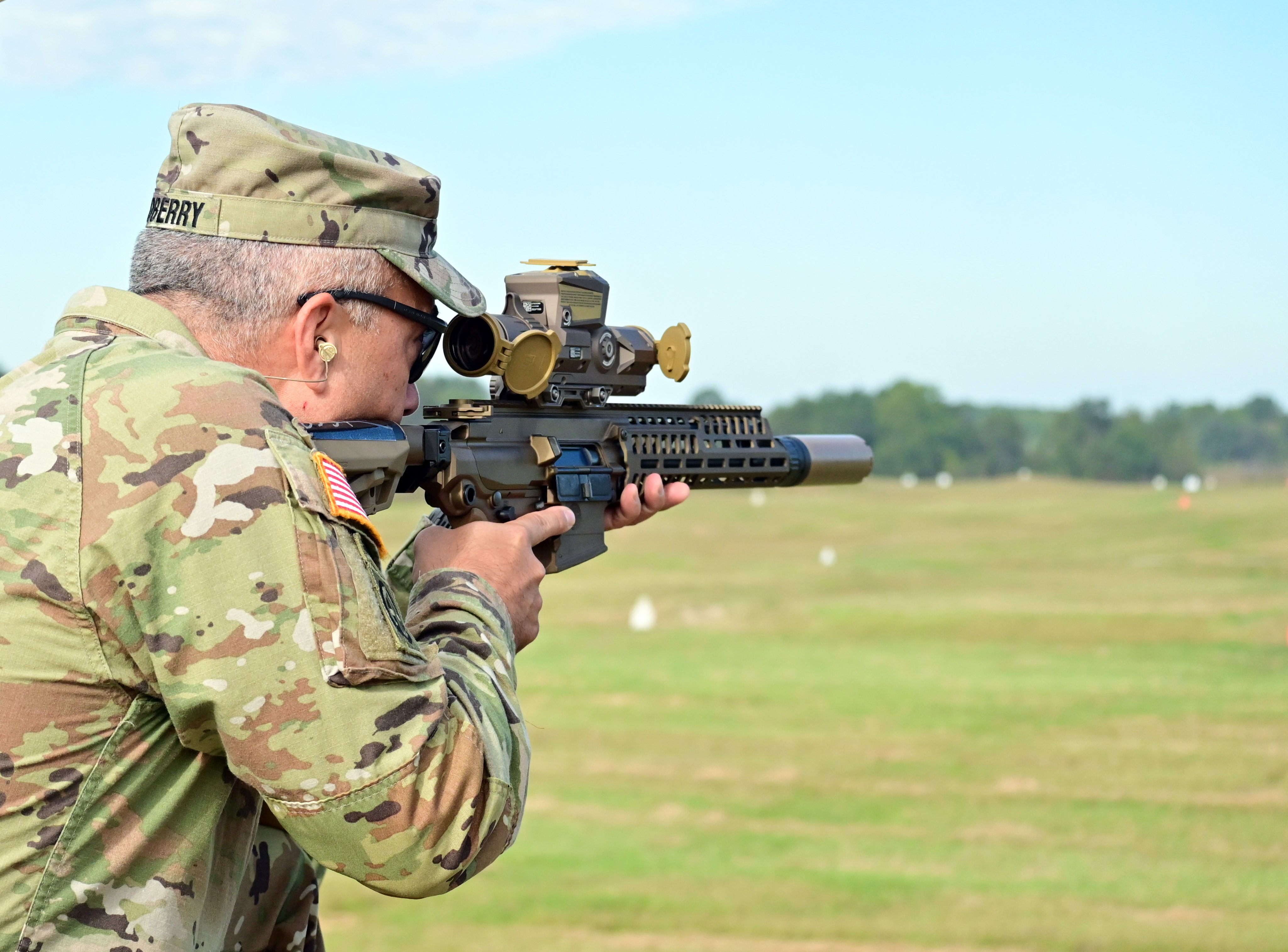
Um soldado americano com um XM7

Em 19 de abril de 2022, o Exército concedeu um contrato de 10 anos à SIG Sauer para produzir o fuzil XM7, junto com a metralhadora leve XM250, para substituir a M4 e a M249, respectivamente. Originalmente, o fuzil foi designado como XM5, pois os nomes foram escolhidos como os próximos números sequencialmente às armas que substituirão, mas em janeiro de 2023 o Exército anunciou que estava mudando o nome do fuzil de XM5 para XM7 para evitar um conflito de marca registrada com a carabina M5 da Colt.
O primeiro lote de 25 XM7 está planejado para ser entregue no final de 2023. O Exército planeja adquirir um total de 107.000 fuzis para forças de combate em ambientes confinados, incluindo infantaria, batedores de cavalaria, engenheiros de combate, observadores avançados e médicos de combate; não há planos inicialmente para distribuir as armas para soldados não combatentes. O contrato tem a capacidade de construir armas adicionais, caso o Corpo de Fuzileiros Navais dos Estados Unidos e o Comando de Operações Especiais dos Estados Unidos decidam ser incluídos.
Em março de 2023, foi publicado um artigo do Exército Americano sobre os testes com as armas do programa NGSW. Foram conduzidos mais de 100 testes técnicos, com mais de 1,5 milhão de disparos efetuados com testes de mais de 20.000 horas ao todo. A recepção do novo equipamento foi positiva.
De 1º de setembro a 30 de outubro de 2024, a 101ª Divisão Aerotransportada do Exército Americano efetuou uma série de testes diversos com o rifle XM7, a arma de apoio a esquadrão XM250 e a mira óptica XM157.

## Projeto

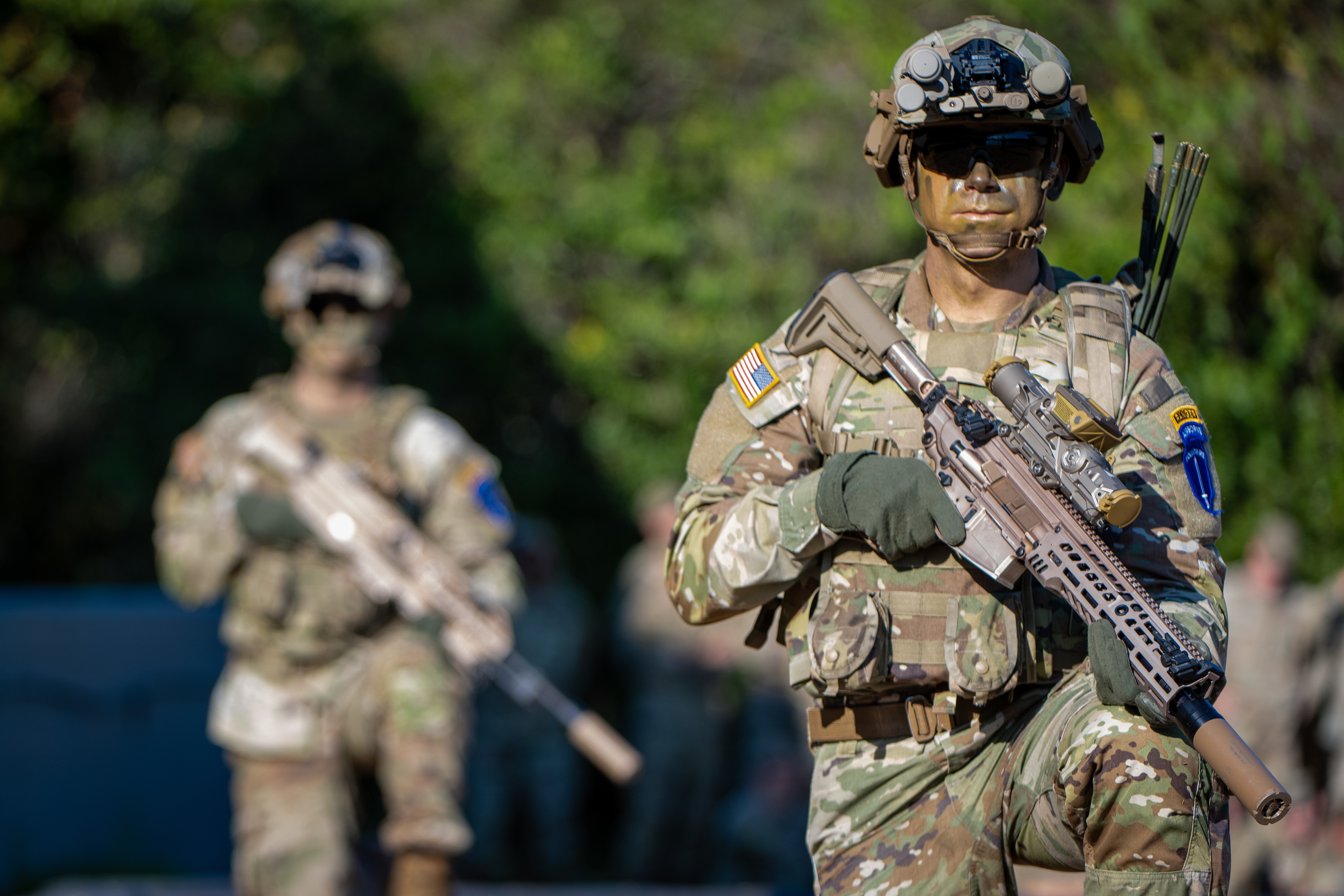
Soldados do Comando de Treinamento e Doutrina com fuzil XM7 (próximo) e metralhadora leve XM250 (ao fundo).

O XM7 pesa 3,80 kg, ou 4,46 kg com um silenciador. Ele usa carregadores padrão SR-25 de 20 tiros e um carregador opcional de 25 tiros também está disponível. A carga de munição de combate proposta para cada soldado será de 140 munições totais, distribuídas em sete carregadores de 20 munições, no total de pesos 4,4 kg. Comparado ao M4A1 pesando 2,88 kg sem silenciador com uma carga básica de combate de 210 munições em sete carregadores de 30 munições no total de pesagem de 3,4 kg, o XM7 pesa cerca de 0,91 kg a mais e cada soldado carrega aproximadamente uma carga 1,8 kg mais pesada com 70 munições a menos.
O teste operacional do fuzil XM7, a metralhadora leve XM250 e a mira óptica XM157 está definido para começar em 2024 e não garante uma questão futura generalizada real.